# Sojuz MS-13
Sojuz MS-13 – misja załogowego statku Sojuz na Międzynarodową Stację Kosmiczną, która dostarczyła troje członków 60. i 61. tury stałej załogi. Start odbył się 20 lipca 2019 r. Był to 142. lot kapsuły załogowej z serii Sojuz i trzynasty lot wersji Sojuz MS. Lądowanie odbyło się 6 lutego 2020 r. w Kazachstanie.

## Załoga

### Podstawowa[2]
- Aleksandr Aleksandrowicz Skworcow (3. lot) – dowódca (Rosja, Roskosmos)
- Luca Parmitano (2. lot) – inżynier pokładowy (Włochy, ESA)
- Andrew Richard Morgan (1. lot) – inżynier pokładowy (USA, NASA)

### Rezerwowa[2]
- Siergiej Ryżykow (2. lot) – dowódca (Rosja, Roskosmos)
- Jessica Meir (1. lot) – inżynier pokładowa (USA, NASA)
- Sōichi Noguchi (3. lot) – inżynier pokładowy (Japonia, JAXA)